# 機戰少女Alice
《機戰少女Alice》（香港和台湾官方译为，中国大陆官方译为）是一款由Pyramid開發的動作和射擊遊戲。其內容主要是可供玩家操控各種兵器少女來進行戰鬥；此外，其角色由島田文金設計，而機械設定則為海老川兼武和柳瀨敬之所負責。該遊戲由COLOPL發行，其平台為iOS和Android，於2018年1月22日在日本開始營運。 2018年11月21日台灣So-net宣布拿下台港澳繁中版代理權，於2019年1月23日正式營運。
2020年11月12日，台港澳繁中版營運方則決定宣佈下午16:00起不再受理新玩家加入，停止克拉（遊戲內虛擬貨幣）購買及儲值功能、開放退費申請至2021年1月22日及相關頁面，並於早上10:00起終止遊戲伺服器、官方網站、遊戲粉絲團、官方社團營運服務。
2021年9月15日發布OVA動畫。標題為《機戰少女 Alice ～心跳！滿是女演員的美人魚大獎賽♥～》（アリス・ギア・アイギス 〜ドキッ！アクトレスだらけのマーメイドグランプリ♡〜）。2023年3月29日在電視播出。
2022年1月21日，宣佈將獲改編為電視動畫。7月22日，宣佈改編電視動畫《機戰少女Alice Expansion》於2023年4月3日首播。
2022年4月28日，宣佈9月8日預定發售家用3D對戰動作遊戲《機戰少女★Alice CS ～Concerto of Simulatrix～》（香港和台湾官方译为，中国大陆官方译为），與日本同步推出亞洲地區版本。

## 設定
故事設定於未來的世界，敘述在逃脫艦隊「東京SHARD（東京シャード）」上，一群被稱作「Actress」的兵器少女必須透過戰鬥來擊退威脅人類存亡的神祕生命體。而玩家所要扮演的是帶領Actress的新任隊長，除了戰鬥外，還得好好地經營、保護玩家所待的中小企業「成子坂製作所」。
《機戰少女Alice》首波可供玩家操控的角色包括了比良坂夜露（沼倉愛美配音）、兼志谷星（內田真禮配音）、百科文嘉（石川由依配音）、吾妻楓（安濟知佳配音）、日向凜（井澤詩織配音）及小鳥遊怜（たかなしれい，盧婷配音）；此外，在遊戲中，前三名角色隸屬於「成子坂製作所」，而後三名則屬於前者的競爭公司「叢雲工業」。

## 角色列表
比良坂夜露（聲：沼倉愛美）

高幡長閑（聲：根本京里）

兼志谷星（聲：內田真禮）

百科文嘉（聲：石川由依）

小芦睦海（聲：高野麻里佳）

二子玉舞（聲：日岡夏美）

弗吉尼亞・格林貝雷茨（聲：大西沙織）

四谷由美（聲：松井惠理子）

依城惠里（聲：高田憂希）

大關小結（聲：深田愛衣）

文島明日翔（聲：安濟知佳）

下落合桃歌（聲：谷口夢奈）

吾妻楓（聲：安濟知佳）

相河愛花（聲：大空直美）

千島美幸（聲：小澤亞李）

日向凜（聲：井澤詩織）

蛙坂來彌（聲：大和田仁美）

御藏座梓希（聲：花守由美里）

御茶之水美里江（聲：今野宏美）

二階堂司（聲：大地葉）

東曇千繪（聲：井澤詩織）

金瀉優美（聲：種崎敦美）

新居目安里（聲：鬼頭明里）

宇佐元杏奈（聲：田澤茉純）

神宮寺真理（聲：森永千才）

新谷芹菜（聲：白城奈央）

山野薰子（聲：沼倉愛美）

麗塔・亨謝爾（聲：木村珠莉）

磐田宗一郎（聲：大塚芳忠）

鈴木有人（聲：柳田淳一）

富田海良（聲：儀武佑子）

松田亞歷克斯（聲：杉田智和）

岡村實果（聲：山岡百合）

的場葵（聲：岩橋由佳）

北落師門（聲：荻野葉月）

邊見江里子（聲：今井麻美）

## 系統
《機戰少女Alice》主要以直立的方式在手機上遊玩，其介面為3D的人物和戰鬥場景。玩家能透過操控自己選擇的女性角色，並以「遠距離射擊」、「近距離格鬥」以及「技能」的指令運用來與敵對的機械生命體展開戰鬥。玩家還能自行配置各種不同的裝備、技能，以及更換角色的服裝。該遊戲還擁有著讓玩家與角色交流並提升信賴度的系統，使玩家更加地融入劇情。此外，玩家除了能免費遊玩遊戲外，亦能透過付費的方式來購買當中的要素。

## 發行
2017年7月25日，COLOPL首度對外公開了將推出的手機遊戲《機戰少女Alice》，並已計劃與玩具公司壽屋旗下的「女神裝置」系列合作；參與該遊戲的插畫家包括了島田文金（角色設計）、海老川兼武和柳瀨敬之（機械設定），而音樂則由ZUNTATA負責。2017年9月27日，官方宣布，遊戲角色中的比良坂夜露一角將計劃推出figma人偶。2017年11月9日，官方網站開通，並更新了遊戲的登場角色及世界觀等訊息。2017年12月21日，官方開放了事前登錄；與此同時，也釋出了宣傳動畫PV，在當中所使用的主題歌為「Over the Future」。該遊戲的角色配音員包括沼倉愛美、內田真禮、石川由依、安濟知佳、井澤詩織和盧婷等。此外，COLOPL為了促進宣傳，宣布玩家在事前登錄並追蹤該遊戲的官方推特後，就有望抽中等身大的角色模型或配音員的親筆簽名板。2018年1月22日，官方宣布遊戲已正式開始營運。

## 電視動畫

### 主題曲
片頭曲（第2ㄧ10話）
歌：鈴木愛奈，作詞：畑亞貴，作曲、編曲：菊田大介
第1話、第12話用作片尾曲
片尾曲（第2ㄧ5話、第7ㄧ11話）
歌：堀內麻里菜，作詞：藤林聖子，作曲：吉木繪里子，編曲：華原大輔、吉木繪里子
第1話、第12話未使用
片尾曲《中野慕情》（第6話）
歌：下落合桃歌（谷口夢奈），作詞：Soflan Daichi，作曲、編曲：海津信志

### OVA主題曲
片尾曲
歌：比良坂夜露（CV.沼倉愛美）、兼志谷星（CV.內田真禮）、百科文嘉（CV.石川由依）
作詞：石川ゆう&りと，作曲、編曲：石川ゆう
插曲
歌：下落合桃歌（CV.谷口夢奈）
作詞、作曲、編曲：Raizo.W

### 各話列表
| 話數   | 日文標題 | 中文標題                                                     | 劇本       | 分鏡     | 演出                | 作畫監督 | 總作畫監督                            | 首播日期      |
| ------ | -------- | ------------------------------------------------------------ | ---------- | -------- | ------------------- | --- | ------------------------------------- | ------------- |
| 第1話  |          | 再见了 成子坂制作所！                                        | 杉原研二   | 花井宏和 | 花井宏和            | 清泽唯人、胜谷遥 古贺诚、冈野力也                                                                                                   | 冈野力也                              | 2023年 4月4日 |
| 第2話  |          | Actress VS 整备部！欢迎来到Actress咖啡馆！                   | 杉原研二   | 花井宏和 | 铃木勇真            | 森悦史、舆石晓 兼高里圭、齐藤香织 青野厚司、大野勉 冈野力也                                                                         | 藤田真理子 杨烈骏                     | 4月11日       |
| 第3話  |          | 成子坂的噩梦！忍风来弥外传！                                 | 山田靖智   | 山田浩之 | 粂田佳之 黑田晃一郎 | 上赤由香里、清水椋大 谷口繁则、中川实 服部未梦、福田皋月 紫灯珈                                                                     | 冈野力也                              | 4月18日       |
| 第4話  |          | 狂欢庆典！成子坂！（准备篇）狂欢庆典！成子坂！（当天篇）     | 五本木士郎 | 西森章   | 萩原悠理 山本辰     | rere、Cerberus 迫江沙罗、南伸一郎 樱井拓郎、柏木信弘 周婧、冈野力也                                                                 | 藤田真理子                            | 4月25日       |
| 第5話  |          | 恐怖的登山！？战斗吧 汽雾骑士！？                            | 杉原研二   | 山田浩之 | 佐藤友一            | 胜谷遥、清泽唯人 | 冈野力也                              | 5月2日        |
| 第6話  |          | 下落合桃歌殺人事件 星篇下落合桃歌殺人事件 夜露篇             | 山田靖智   | 西森章   | 稻田正辉            | 古贺诚、森悦史 代见裕美、三木萌子                                                                                                   | 藤田真理子                            | 5月9日        |
| 第7話  |          | 夜路大姐头以前是不良少女！？整备班的日常！                   | 山田靖智   | 铃木勇真 | 铃木勇真            | 胜谷遥、 斋藤香织、兼高里圭、黄华、周婧                                                                                             | 冈野力也、古贺诚                      | 5月16日       |
| 第8話  |          | 長閑的夢遊仙境成子坂鉅獻                                     | 杉原研二   | 峯友則   | 峯友則              | 周婧、黄華、古賀誠、 | 藤田真理子                            | 5月23日       |
| 第9話  |          | 小铃探险队！寻找梦幻生物萨西！恐怖的侵略生物 毛绒            | 山田靖智   | 山田浩之 | 铃木佑太            | 半田仁、泽口裕也 、三木萌子 | 古贺诚、代见裕美                      | 5月30日       |
| 第10話 |          | 南國渡假去！成子坂！（渡假編）南國渡假去！成子坂！（比賽編） | 山田靖智   | 永居慎平 | 粂田佳之            | 谷口繁則、上赤由香里、紫燈珈 氣田汐理、、川本和隆 森泉亞矢子、秦相子、高橋茉奈 藤彩七、懸田扇子、竹內寬 遠藤里蘭、西原千晶、RadPlus | 岡野力也、代見裕美                    | 6月6日        |
| 第11話 |          | 雨                                                           | 五本木士郎 | 西森章   | 渡邊純央            | 、兼高里圭 周婧、黃華 | 藤田真理子、古賀誠 代見裕美、岡野力也 | 6月13日       |
| 第12話 |          | 再見了 高幡長閑                                              | 杉原研二   | 花井宏和 | 花井宏和            | 古贺诚、代见裕美 三木萌子、服部益实 清泽唯人、                                                                                      | 冈野力也、藤田真理子                  | 6月20日       |

## 外部連結
- 官方网站（日語）
- 機戰少女Alice的X（前Twitter）（日語）
- 電視動畫《機戰少女Alice Expansion》官方網站（日語）
- 電視動畫《機戰少女Alice Expansion》的X（前Twitter）（日語）
- 電子遊戲《機戰少女★Alice CS ～Concerto of Simulatrix～》官方綱站：日文版、繁體中文版、簡體中文版